# Синнікоаре (Бістріца-Несеуд)
Синнікоаре (рум. Sânnicoară) — село у повіті Бистриця-Несеуд в Румунії. Входить до складу комуни Кіокіш.
Село розташоване на відстані 321 км на північний захід від Бухареста, 32 км на південний захід від Бистриці, 46 км на північний схід від Клуж-Напоки.

## Населення
За даними перепису населення 2002 року у селі проживали 157 осіб, усі — румуни. Усі жителі села рідною мовою назвали румунську.